# Porto Recanati
Pour les articles homonymes, voir Recanati (homonymie).
Porto Recanati est une commune italienne d'environ 12 390 habitants, située dans la province de Macerata, dans la région Marches, en Italie centrale.

## Géographie
Porto Recanati a une physiologie particulière, puisque la bande centrale de la côte est caractérisée par des plages tendent à être rocheuse et la mer sauvage. La zone est complètement à plat, et est situé dans le voisinage du mont Conero.

## Histoire
- Château souabe de Porto Recanati

## Monuments et patrimoine
- Aire archéologique de Potentia

## Administration
| Période      | Période  | Identité         | Étiquette                     | Qualité |
| ------------ | -------- | ---------------- | ----------------------------- | ------- |
| octobre 2021 | En cours | Andrea Michelini | liste civique : Projet commun |         |

### Communes limitrophes
Castelfidardo, Loreto, Numana, Potenza Picena, Recanati